# Tokuhei Sada
Tokuhei Sada (Japans, 佐田徳平, Sada Tokuhei) (Nagoya,  20 maart 1909 - Toyonaka, 17 december 1933) was een Japans zwemmer.
Tokuhei Sada nam eenmaal deel aan de Olympische Spelen; in 1928. In 1928 nam hij deel aan het onderdeel 4x200 meter vrije slag. Hij maakte deel uit van het team dat het zilver wist te veroveren.
Nobuo Arai · 
Tokuhei Sada · 
Katsuo Takaishi · 
Hiroshi Yoneyama